# Tin Machine
Tin Machine fue una banda de rock conformada por músicos británicos y estadounidenses en 1988, famosa por haber sido liderada por el cantante inglés David Bowie. La banda estaba formada por Bowie en la voz principal, saxo y guitarra, Reeves Gabrels en guitarra, Tony Fox Sales en bajo y Hunt Sales en batería. Tony y Hunt son los hijos del comediante estadounidense Soupy Sales. Los músicos adicionales (que no eran miembros de la banda) incluían al guitarrista inglés Kevin Armstrong que tocó en el primer álbum de estudio y la primera gira de la banda, y al guitarrista estadounidense Eric Schermerhorn que tocó en la segunda gira (y el álbum en vivo). 
El baterista Hunt Sales dijo que el nombre de la banda "refleja el sonido de la banda", y Bowie declaró que él y los miembros de su banda se unieron "para hacer el tipo de música que disfrutamos escuchando" y rejuvenecer artísticamente. 
La banda grabó dos álbumes de estudio y un álbum en vivo antes de disolverse en 1992, cuando Bowie regresó a su carrera en solitario. A finales de 2012, habían vendido dos millones de álbumes. Bowie más tarde acreditaría su tiempo con Tin Machine como un instrumento fundamental para revitalizar su carrera en la década de los 90.

## Historia

### 1987-88: Origen de la banda
El álbum Never Let Me Down (1987) y su posterior Glass Spider Tour no causaron impacto en la crítica, y Bowie fue consciente de su baja reputación. Con ganas de volver a hacer música para sí mismo en lugar de hacerla para la audiencia general que había adquirido después del álbum Let's Dance, Bowie comenzó a colaborar con Reeves Gabrels, quien empujó al cantante a redescubrir su lado experimental.
Bowie y Gabrels se habían conocido inicialmente a través de la entonces esposa de Gabrels, Sara Terry, que fue parte del equipo de prensa de la gira norteamericana de Bowie con la Glass Spider Tour de 1987. Los dos hombres habían entablado una amistad cuando Gabrels asistió a varios de los conciertos de la gira. Cabe destacar que su relación comenzó como algo social, ya que Gabrels no mencionó que él mismo era músico. Los intereses comunes en la cultura popular y las artes visuales eran más que suficientes para hablar, explicó Gabrels en entrevistas posteriores, y también porque estaba en el lugar de trabajo de su esposa, sentía que no era apropiado llevar su propia música. Al final de la gira, Bowie amablemente le preguntó a Terry si podía hacer algo por ella. En respuesta, Terry le dio a Bowie una cinta de Gabrels tocando la guitarra. Algunos meses más tarde, después de escuchar la cinta, Bowie telefoneó a Gabrels para invitarlo a reunirse para tocar y componer. Bowie le dijo que sentía que había "perdido su visión" y que estaba buscando maneras de recuperarla.
Los primeros frutos públicos de Bowie y Gabrels trabajando juntos llegaron con un nuevo arreglo de Gabrels de la canción "Look Back in Anger" que Bowie había escrito con Brian Eno en 1979 para el álbum Lodger. La ocasión se dio en un espectáculo benéfico en el Instituto de Arte Contemporáneo de Londres (ICA) el 1 de julio de 1988, en el que Bowie había sido invitado a actuar con el grupo vanguardista de danza, La La La Human Steps. Bowie cantó, tocó y bailó con miembros de la compañía mientras que en algunas zonas iluminadas en el escenario, tres músicos (Gabrels en la guitarra, Kevin Armstrong en la guitarra y Erdal Kızılçay en el bajo) tocaron el nuevo repertorio de siete minutos y medio que Gabrels creó a partir de la canción de 3 minutos; el nuevo material incluía una batería programada por Kızılçay. "Fuimos al estudio para reorganizarla", dijo Bowie en una entrevista filmada; "Me gusta el sonido duro de guitarra que le pusimos". 
Gabrels recordó que desde el principio no estaban seguros de con quién trabajarían. Discutieron trabajar con Terry Bozzio en la batería y Percy Jones en el bajo. Pero Bowie, que se había topado con Tony Sales en Los
Ángeles en una fiesta por su Glass Spider Tour, convenció a Tony de que llamara a su hermano Hunt para que pudieran trabajar juntos de nuevo, ya que Tony y Hunt habían actuado con David Bowie como soporte de Iggy Pop a finales de los setenta. Tony recordó que Bowie estaba "pensando en juntar una banda - algo juntos. No sabía exactamente lo que quería hacer, pero quería que Hunt y yo nos encontráramos con Reeves y quizás todos podamos escribir juntos, llegar a algo".
Bowie mismo estaba sorprendido de cómo se unían las cosas con la banda, diciendo: "Nunca quise estar en una banda hasta que estuvimos juntos. Y mientras nos estábamos reuniendo, realmente no se me había ocurrido que eso es lo que quería hacer. Me tomó una semana más o menos de estar en el estudio y trabajar, y luego creo que nos dimos cuenta del potencial musical de lo que estábamos haciendo y queríamos seguir adelante. Estaba muy feliz para irme y hacer un álbum en solitario. Estaba bastante entusiasmado con un par de cosas que estaba haciendo, que incorporé a la banda y que fueron cambiadas de manera irrevocable. Pero esa es la naturaleza de la banda".
Bowie se alegró de que los miembros de la banda encajasen, llamando a la facilidad con que las personalidades se unieron como "conjeturas inspiradas". Hunt y Tony, los dos hijos del cómico Soupy Sales, mantuvieron el humor jovial durante las sesiones de grabación y las entrevistas. Más tarde, Bowie rechazó la idea de que Reeves, Hunt y Tony fuesen su banda soporte. "Los hermanos Sales nunca aceptarían tener otro jefe. Son demasiado tercos y conscientes de sus propias necesidades. No están en el mercado para ser la banda de apoyo de nadie, ninguno de los dos. No jodas con los hermanos Sales, o Reeves Gabrels" Gabrels dijo que Bowie llegó un día mientras el grupo se estaba formando por primera vez y dijo: "Creo que esto tiene que ser una banda. Todos tienen aportes. Todos escriben. No me escuchen de ninguna manera". La banda dividió las ganancias de cuatro maneras, nadie tenía un salario y cada miembro pagó sus propios gastos. Bowie también aclaró que "la banda dejará de existir en el momento en que deje de ser una experiencia musical para cualquiera de nosotros. Ninguno de nosotros quiso entrar en el tipo de situación en la que te encuentras haciendo álbumes porque estás contratado".
Los hermanos Sales cambiaron el tono de las sesiones de Art rock y orientándolas más hacia el Hard rock, y Bowie prestó atención a una de sus bandas favoritas en ese momento, los Pixies, en busca de inspiración. Los hermanos Sales orientaron a Bowie a una mayor espontaneidad, con la mayoría de las canciones grabadas en una sola toma, y letras que quedaron sin pulir, lo que le da a la banda un toque punk rock irregular.
En entrevistas contemporáneas, la banda afirmó que sus influencias musicales fueron Gene Krupa, Charlie Mingus, Jimi Hendrix, Glenn Branca, Mountain, Cream y the Jeff Beck Group. 
El grupo eligió el nombre Tin Machine después de una de las canciones que habían escrito. Tony Sales dijo en broma que, dado que los cuatro miembros se divorciaron cuando se formó la banda, originalmente la banda se llamaría "The Four Divorcés" o "Alimony Inc". Gabrels sugirió llamar a la banda "White Noise" (ruido blanco), pero Bowie lo descartó como demasiado "racista". Gabrels más tarde elaboró la elección del nombre real y dijo que el nombre de la banda "funcionó en varios niveles para nosotros. Lo arcaico - la idea del estaño [tin], que todavía está en todas partes: latas de estaño, cuando vas al supermercado; cuando caminas por la calle encuentras estaño oxidado. Es un material supuestamente arcaico, pero está en todas partes. Algo así como la idea de que toquemos esta música y no usemos máquinas de percusión y secuenciadores y cosas así. Hay un punto en el que se conecta. Al menos para nosotros. Y por último, por falta de un nombre mejor".
El grupo establecido le permitió a Bowie un cierto nivel de anonimato, y con ese fin, Bowie estipuló que los cuatro miembros dividirían las entrevistas en partes iguales entre ellos y que, en los casos en que él fuese entrevistado, también estaría presente otro miembro de la banda. Hizo un punto para aclarar que no invitó a los demás a unirse a "su" banda, sino que "la banda, literalmente, se unió". También de acuerdo con Bowie, el grupo decidió cuando se formaron y que tocarían de álbum a álbum, y que "si todavía nos seguimos llevando bien - lo cual era la prioridad - continuaremos".

### 1988-89: Primer álbum y gira
El primer álbum homónimo de la banda se grabó a fines de 1988 y principios de 1989. Generó críticas mixtas pero generalmente positivas durante su lanzamiento en mayo de 1989, obteniendo comparaciones favorables con los dos álbumes en solitario más recientes de Bowie. Comercialmente, el álbum inicialmente se vendió bien, alcanzando el número 3 en la lista de álbumes del Reino Unido, pero las ventas se redujeron rápidamente. Gabrels afirmó en 1991 que las ventas de álbumes del primer álbum fueron "diez veces mejores" de lo que había previsto. En el momento del lanzamiento del álbum, Bowie estaba entusiasmado con la banda y el trabajo que habían hecho, y sintió que la banda tenía "al menos otros dos álbumes".
Al contrario de los informes comunes, la primera actuación en vivo de la banda no fue en el International Rock Awards Show el 31 de mayo de 1989. Antes de ese show, la banda tocó un show sin previo aviso en Nassau. Bowie recordó "Nos presentamos en un club en Nassau donde estábamos grabando e hicimos cuatro o cinco canciones. Bajamos al club y sólo las hicimos". Agregó Gabrels, "Acabábamos de subir al escenario y podías escuchar todas esas voces susurrando: '¡Ese es David Bowie! No, no puede ser David Bowie, ¡tiene una barba!".
La banda reconoció que a algunos fanáticos y críticos no les gustó el nuevo papel de Bowie en la banda. Dijo Tony Sales, "Principalmente, la gente está enojada porque David no está haciendo de 'David Bowie'". Bowie confirmó que los shows en vivo de Tin Machine serían "no teatrales" en contraste con su gira más reciente. 
La banda realizó una gira de bajo perfil (Tin Machine Tour) en lugares pequeños entre el 14 de junio y el 3 de julio de 1989, antes de nuevas sesiones de grabación en Sídney, Australia. Durante estas sesiones, Tin Machine contribuyó a un álbum recopilatorio de surf, Beyond the Beach, con una nueva canción instrumental titulada "Needles on the Beach".

### 1990-91: Segundo álbum y gira
Luego, el grupo hizo una pausa mientras Bowie realizaba en solitario su Sound+Vision Tour. En diciembre de 1990, Bowie se separó de EMI. Hunt Sales dijo que EMI "se asustó un poco del estridente y 'sin sencillo' debut de Tin Machine", que explica en parte por qué Bowie cambió de sello musical. En marzo de 1991, la banda firmó con Victory Music, un nuevo sello lanzado por JVC y distribuido en todo el mundo por London Records y Polygram, y grabó más material nuevo. Esto se combinó con las pistas de las sesiones de Sídney para formar el álbum Tin Machine II. El álbum fue descrito como "igual de impuro y retorcido [como su primer álbum], pero más R&B y menos abrasivo". Gabrels explicó que el cambio entre el primer y el segundo álbum fue porque en el segundo álbum, "nos conocíamos más como músicos ... No fue tan denso. Y, de hecho, dejamos más espacio, creo que a David se le ocurrieron algunas melodías interesantes. Había más espacio para voces en este disco".
A fines de 1991, Bowie reiteró que todavía estaba feliz de estar en la banda durante ese tiempo, diciendo "Estoy contento. Estoy obteniendo una gran satisfacción al trabajar con Tin Machine", y el compañero de banda Gabrels estuvo de acuerdo y dijo "estamos haciendo exactamente lo que queríamos hacer". Durante las presentaciones en la prensa de las canciones del álbum, Gabrels tocó su guitarra con un vibrador y para una presentación en "Top of the Pops" de la BBC, quien prohibió el uso del vibrador, fingió tocar su guitarra con un éclair de chocolate.
Del 5 de octubre de 1991 al 17 de febrero de 1992, el grupo emprendió una gira más grande, conocida como It's My Life Tour. La banda se unió a esta gira con el guitarrista Eric Schermerhorn. El 23 de noviembre de 1991, la banda fue la invitada musical durante la temporada 17 de Saturday Night Live.

### 1992: Álbum en vivo y disolución
Varias canciones de la gira It's My Life, fueron lanzadas en el álbum de julio de 1992 Tin Machine Live: Oy Vey, Baby. El álbum no se vendió bien y hubo especulaciones de que el fracaso de este álbum para lograr el éxito comercial fue una de las razones por las que la banda finalmente se separó. Ya en 1990, Bowie sabía que volvería al trabajo en solitario, aunque no porque no le gustara trabajar con la banda. Dijo: "Tengo ideas muy definidas de lo que quiero hacer como solista, que probablemente comenzaré a fines del próximo año [1991], otra vez completamente diferente, con suerte, de lo que he hecho antes". Poco después del lanzamiento de Oy Vey, Baby, Bowie volvió a la grabación en solitario con su sencillo "Real Cool World", pero mantuvo sus intenciones de regresar al estudio con Tin Machine en 1993 para un tercer álbum. Sin embargo, estos planes no llegarían a buen término, y la banda se disolvió poco después. Hubo acusaciones de que la creciente adicción a las drogas de Hunt Sales era responsable del fin de la banda, pero de la disolución de Tin Machine, Bowie simplemente dijo que "los problemas personales dentro de la banda se convirtieron en la razón de su desaparición. No es para mí hablar de ellos, pero se nos hizo físicamente imposible seguir adelante. Y eso fue bastante triste en realidad".

## Legado de la banda
La banda obtuvo críticas mixtas durante su corta carrera. En años posteriores, los críticos han revaluado a la banda más calurosamente y se ha encontrado que Tin Machine ha sido dura e 'injustamente' criticada. Un crítico sugirió que parte de la razón de su mala recepción fue que la música de Tin Machine estaba algo adelantada a su tiempo, y que la banda "exploró la alternativa y el grunge antes de que se supiera que existían los estilos". Otro crítico estuvo de acuerdo, y otro sugirió que Tin Machine y Bowie estaban "simplemente por delante de la curva. Un profeta, una voz en el desierto que predice la llegada de Nirvana. En ese momento, Nirvana estaba trabajando en la oscuridad de Seattle, empujando su disco debut, Bleach, en Sub Pop cada vez que tocaban". Tim Palmer, después de producir los dos álbumes de estudio de Tin Machine, pasaría a mezclar el álbum grunge de Pearl Jam, Ten en 1991, y luego le recordó a Gabrels que había entrado al estudio un día y encontró a Pearl Jam escuchando "Heaven's in Here" de Tin Machine.
En 1996, Bowie reflexionó sobre su tiempo con Tin Machine: "Para bien o para mal, me ayudó a precisar lo que hice y no disfruté de ser un artista. Me ayudó, me parece, a recuperarme como artista. Y siento que durante los últimos años he vuelto a estar absolutamente a cargo de mi trayectoria artística. Estoy trabajando según mis propios criterios. No estoy haciendo nada de lo que me podría avergonzar en el futuro, o algo que, mirando al pasado, me haga decir que mi corazón no estaba en ello".
En 1997, cuando se le preguntó si creía que la banda aún estaba subestimada, Bowie dijo: "Va a ser interesante, ¿no es así? A medida que las canciones surgen de diferentes formas a lo largo de los años, asumo que eventualmente será evaluada de una manera diferente. No estoy seguro de que la gente simpatice con ella por completo. Pero a medida que pasan los años, creo que serán menos hostiles. Creo que fue una banda bastante valiente y creo que hubo algunos buenos trabajos realizados. Y pienso que se mostrarán con el tiempo".
Para fines del siglo XX, Bowie recordó su tiempo con la banda como invaluable, y dijo: "Tuve que arrancar mi motor de nuevo en la música. Hubo un momento tambaleante en el que fácilmente podría haber estado recluido y simplemente trabajar en cosas visuales, pintura, escultura y todo eso. Había ganado mucho dinero: pensé, bueno, podría simplemente largarme y hacer mi 'Gauguin' en Tahití un poco ahora. Pero entonces, ¿qué haces? - ¿Resurgir a los 60 años en algún lugar? Así que miro al pasado, durante los años de Tin Machine, con gran cariño. Me cargaron. No te puedo decir cuánto".

A pesar de algunos informes de que Bowie era infeliz trabajando en la banda, Bowie declaró varias veces durante sus años con Tin Machine que estaba feliz trabajando en ella. Bowie usó su tiempo con la banda como una forma de revitalizarse a sí mismo y a su carrera (lo que más tarde llamaría un "salvavidas" en marzo de 1997), citando a Reeves Gabrels como fuente de su nueva energía y dirección:
Reeves me llevó aparte y pasó muchas horas explicándolo en términos muy simples. 'Deja de hacerlo' fue, creo, la frase clave que usó. 'Deja de hacerlo'. "Pero sabes, tengo todos estos shows que tengo que hacer, y odio tener que hacer estos éxitos, y ..."Deja de hacerlo". Ese fue esencialmente el razonamiento, que al principio encontré extremadamente complicado de entender. Y entonces me di cuenta de que quería decir "dejar ... de hacer ... eso". Y lo hice.

## Músicos
- David Bowie – voz, guitarras, saxofón (Falleció en 2016)
- Reeves Gabrels – guitarras, coros
- Tony Fox Sales – bajo, coros
- Hunt Sales – batería, percusión, coros

## Discografía

### Estudio
- Tin Machine – 23 de mayo de 1989
- Tin Machine II – 2 de septiembre de 1991

### En vivo
- Tin Machine Live: Oy Vey, Baby – 27 de julio de 1992